# Newclaess

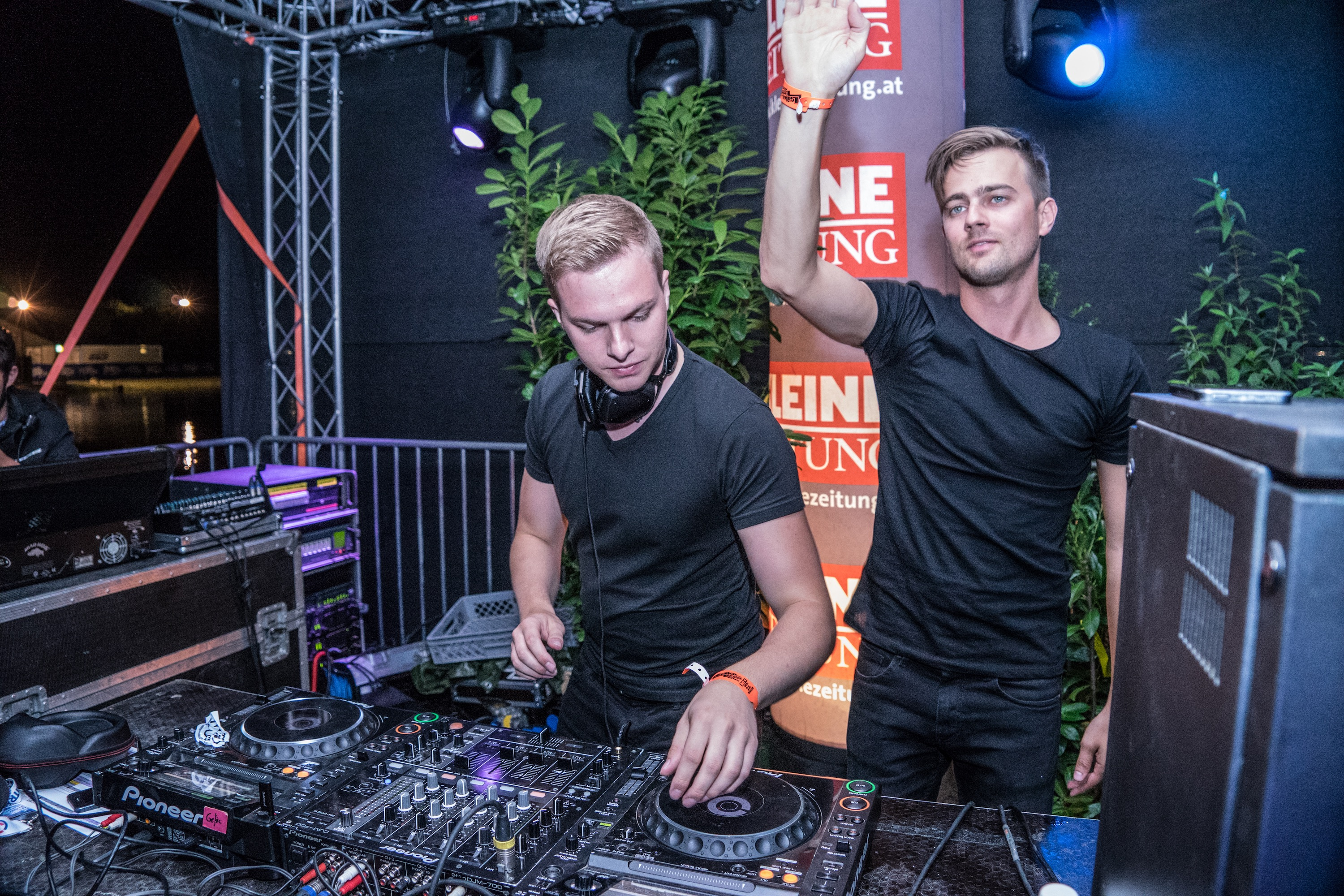
Newcleass auf dem Lake Festival 2015

Newclaess ist ein deutsches DJ- und Musikproduzenten-Duo, bestehend aus Jan Neuhaus und Tobias Claessens.

## Geschichte

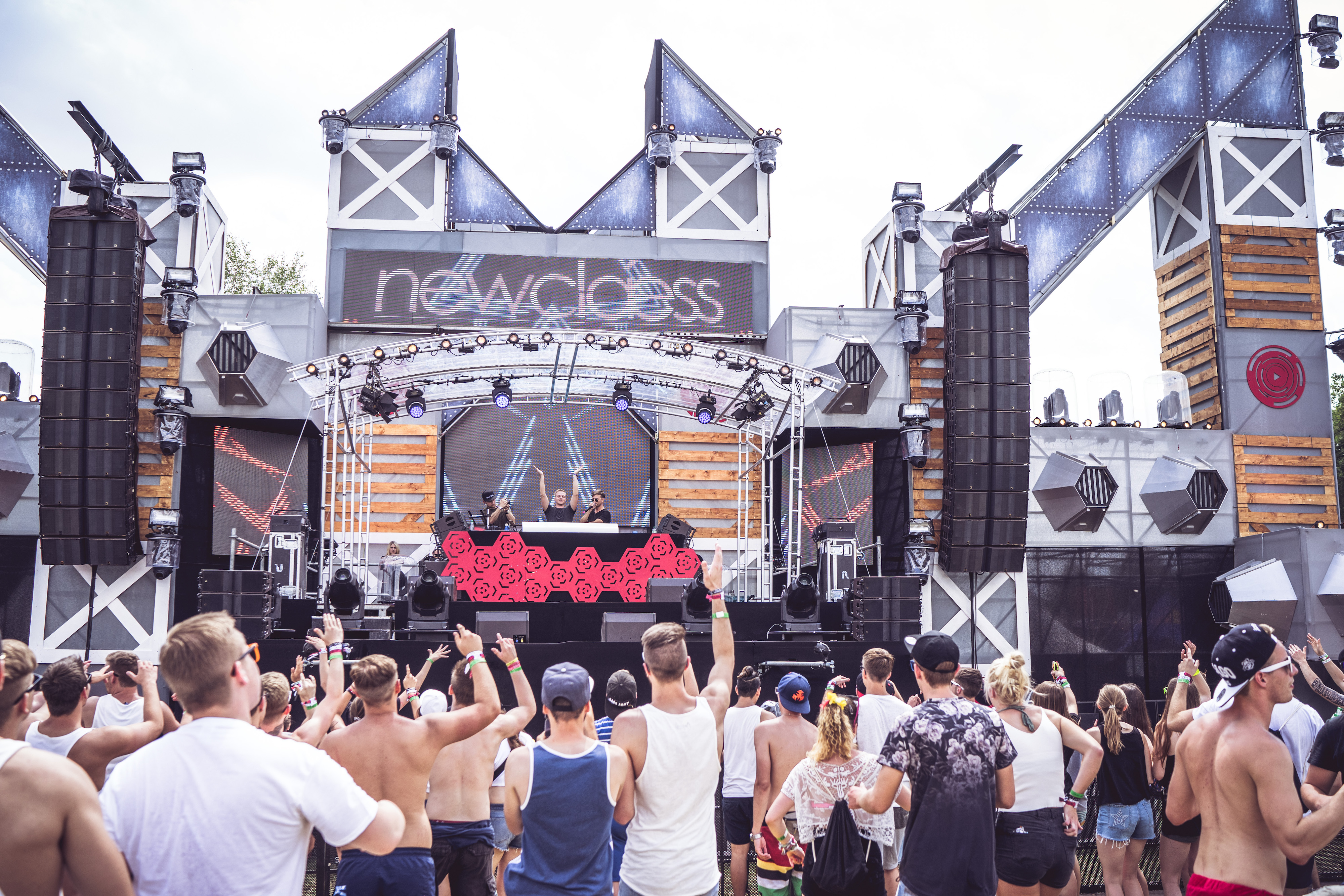
Auftritt beim Open Beatz, noch mit altem Logo

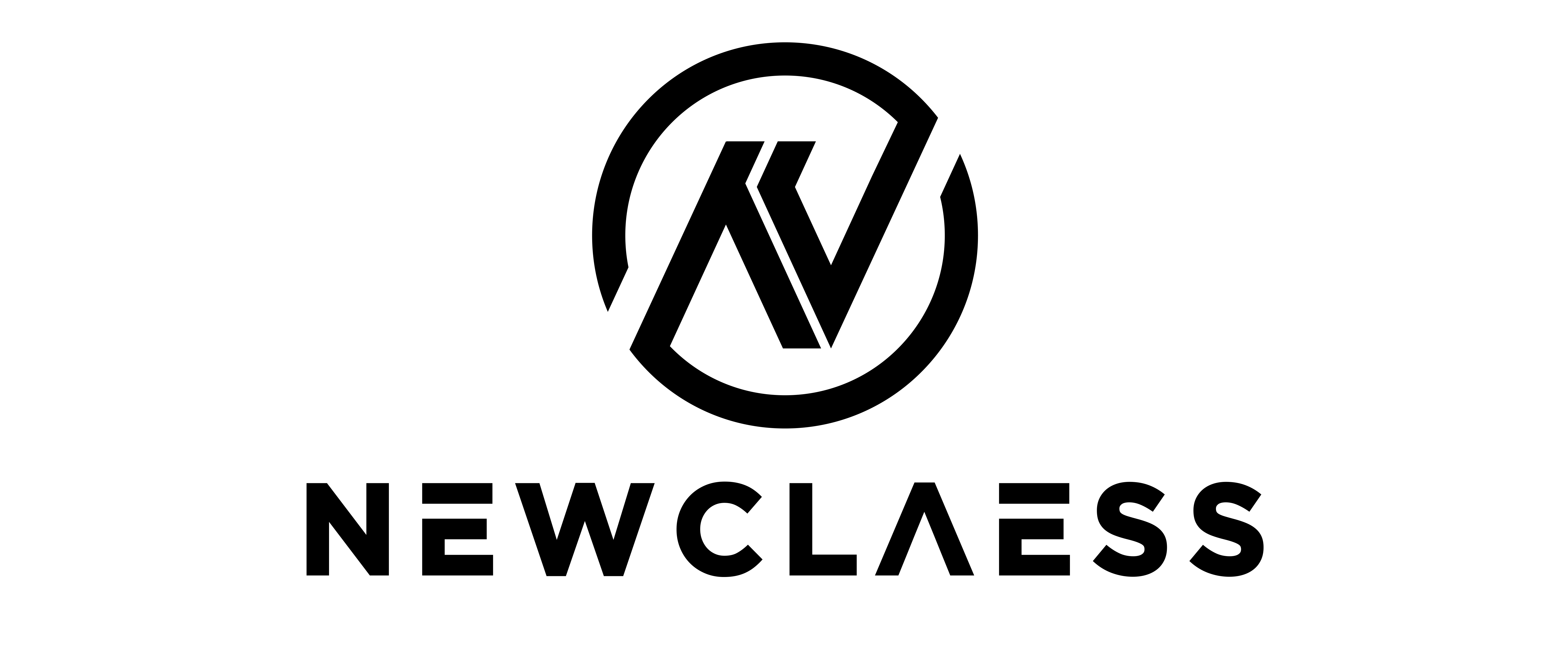
Neues Logo (2018)

Jan Neuhaus (geb. 1991) und Tobias Claessens (geb. 1988) interessierten sich schon früh für elektronische Musik und spielten in elektronischen Clubs in Süddeutschland sowie in Resident Clubs in Stuttgart und Umgebung. Nach Abschluss des Vibra-Lehrgangs der Modern Music School starteten sie eine gemeinsame DJ-Laufbahn unter dem Pseudonym Newclaess, welches sich aus beider Familiennamen zusammensetzt.
Nach Auftritten in der deutschen Clubszene folgten 2015 Auftritte auf dem internationalen Lake Festival in Österreich sowie auf dem Open Beatz Festival. 2016 wurde Feel Alive beim Musiklabel Planet Punk veröffentlicht und außerdem von DJ Klaas geremixt. Drei Monate später wurde Universal Music auf Newclaess aufmerksam. Newclaess produzierte für dieses Label einen Remix und arbeitete an verschiedenen Projekten anderer Künstler mit. Ihre Produktionen schafften es in diesem Jahr weltweit auf über 40 Kompilations wie z. B. Future Trance (Universal Music). Ihr Hit Tonight erzielte innerhalb von drei Monaten über 800.000 Streams auf dem Streaming-Portal Spotify.
Nach einer Tournee durch China 2017 folgte ein Release bei Armada Music (Showland). Das Duo erhielt Support von DJs wie u. a. Swanky Tunes, Nicky Romero und Juicy M. Der Hit On Fire (feat. Anthony Meyer) wurde die offizielle Open Beatz-Hymne für das Jahr 2017.
Newclaess veröffentlichte 2018 zusammen mit dem DJ und Produzenten Cuebrick aus Mannheim die zwölfte Single. Ihr gemeinsamer Track Fly (feat. Maliha) erreichte innerhalb von sieben Tagen über 100.000 Plays auf Spotify, 500.000 plays auf YouTube, belegte Platz 41 in den Österreichischen Viral Charts und zählte beim deutschen Radiosender BigFM zu den Top Five. Ihr zuvor releaster Track Be The One belegte Platz 30 der deutschen iTunes Dance Charts.
Neben weiteren Releases wie Where Are You und Love You Now erzielte das Duo vor allem mit Home bis  August 2019 fast vier Millionen Plays auf Spotify. Seitdem erscheint regelmäßig eine neue Episode ihres Musik-Podcasts Claessroom Radio auf Portalen wie iTunes, SoundCloud und YouTube. Ebenfalls 2019 veröffentlichte Newclaess mit dem aus Miami stammenden Künstler Matluck den Track Wherever We are. Der Song When I’m With You stand in vier Ländern auf den New Music Friday Playlisten von Spotify. Im August 2019 erreichten sie mit ihren Tracks rund 330.000 Hörer monatlich auf Spotify.
Zukünftig soll eine Zusammenarbeit mit den Meisel Musikverlagen erfolgen.

## Diskografie

### Singles

#### 2016
- Feel Alive (Klaas Remix)
- Rage
- Tonight (feat. Steve Noble)[20]
- Unleashed (Club Mix)
- Unleashed (Celebrate Remix)

#### 2017
- Illuminate The Night (feat. Aline Renae), Newclaess & Keno Induze
- On Fire (Open Beatz Anthem),  Newclaess, Gigo'n'Migo feat. Anthony Meyer
- Glue (feat. Anthony Meyer), Newclaess & Keno Induze

#### 2018
- Be The One
- Home (feat. Lola Rhodes)[21]
- Fly (feat. Maliha), Cuebrick & Newclaess[22]
- Where Are You
- Love You Now, Newclaess, Radiozoo & Luke Kennedy

#### 2019
- Where I Wanne B Tonight, Newclaess, Radiozoo & Marissa Mylie
- Wherever We Are,  Newclaess feat. Matluck[23]
- Wherever We Are (Keno Remix), Newclaess feat. Matluck –
- When I’m With You[24]

#### 2020
- Weightless, Newclaess

Quelle:

### Remixe
- 2016: Mark Stent, Royal K – We Are One (Newclaess Remix feat. Stefanie Pereira)
- 2016: Mark Stent – Toxicated Vibe (Newclaess Remix ft. Justin Chalice)